# Ramazan Özcan
Ramazan Özcan est un ancien footballeur autrichien d'origine turque né le 28 juin 1984 à Hohenems. Il évoluait au poste de gardien de but.

## Palmarès
Ramazan Özcan est champion d'Autriche en 2007 avec le Red Bull Salzbourg.